# 제임스 매커티
제임스 존 매커티(영어: James John McAtee, 2002년 10월 18일~)는 잉글랜드의 축구 선수로, 프리미어리그의 노팅엄 포리스트에서 미드필더 또는 윙어로 활동하고 있다.